# Dobrojević
Dobrojević, hrvatska plemićka obitelj u Šibeniku. Povijesna vrela spominju ih od konca 14. stoljeća. Tad se spominje rodonačelnik Ivan Dobroj, vlasnik posjeda u šibenskoj okolici. Obitelj je 1412. stekla šibensko plemstvo. Pripadnici se ističu u vojnim ulogama, dužnostima u gradskoj upravi i u Katoličkoj Crkvi. Juraj je bio rektor crkve Velike Gospe u Srimi i šibenski kanonik. Katarina je bila supruga humanista Mihovila Vrančića i mati istaknutoga hrvatskoga polihistora Fausta Vrančića. Brojni su se istakli u ratovima i suhozemnim i pomorskim bitkama protiv Osmanlija i uskoka: Ciparskom ratu (1570. – 73.), pomorska bitka kraj Kotora (1570. – 71.), pomorskoj bitci kod Ulcinja (1571.), opsadi Herceg-Novog, bitkama za obranu Murtera (1572.) i Vodica (1573.), kod Primoštena odbili su uskočke napadaje (1579., 1587.), osmanska opsada Šibenika (1647.). godine. Ivan je bio pukovnik mletačkih postrojba za šibensko područje. Njegov sin Juraj bio je zapovjednik konjaništva 1586. – 1600. u hugenotskim ratovima u Auvergnei. Po povratku u Hrvatsku bio konjanički kapetan na šibenskom području (1617.). Šimun je bio primicerij šibenskoga Kaptola. Godine 1819. umro je posljednji poznati muški član obitelji, Ante Dobrojević.